# Django elszabadul (filmzene)
A Quentin Tarantino’s Django Unchained: Original Motion Picture Soundtrack Quentin Tarantino Django elszabadul című filmjének zenealbuma. Eredetileg 2012. december 18-án jelent meg. A filmzene számos zenei stílusból táplálkozik, és erősen alapoz a spagettiwesternek zenéire.
A filmhez komponált számok közt található Rick Ross „100 Black Coffins” című dala, melynek producere Jamie Foxx volt, aki fel is tűnik a szerzeményben; John Legendtől a „Who Did That To You?”; az „Ancora Qui”, ami Ennio Morricone és Elisa műve; valamint Anthony Hamilton és Elayna Boynton „Freedom” című száma. Mind a négy dal nevezett az Oscar-díj legjobb eredeti dal kategóriájába, de a jelölésig egyik sem jutott.
A filmzenealbum hét párbeszédrészletet is tartalmaz a filmből.

## Számlista
| #   | Cím                                                              | Előadó(k)                                                          | Hossz |
| --- | ---------------------------------------------------------------- | ------------------------------------------------------------------ | ----- |
| 1.  | Winged                                                           | James Russo (párbeszéd)                                            | 0:08  |
| 2.  | Django (a Djangóból)                                             | Rocky Roberts & Luis Bacalov                                       | 2:53  |
| 3.  | The Braying Mule (a Két öszvér Sára nővérnek-ből)                | Ennio Morricone                                                    | 2:33  |
| 4.  | In that Case Django, After You…                                  | Christoph Waltz & Jamie Foxx (párbeszéd)                           | 0:38  |
| 5.  | Lo Chiamavano King (His Name Was King) (a Lo chiamavano Kingből) | Luis Bacalov                                                       | 1:58  |
| 6.  | Freedom                                                          | Anthony Hamilton & Elayna Boynton                                  | 3:56  |
| 7.  | Five-Thousand-Dollar Nigga's and Gummy Mouth Bitches             | Don Johnson & Christoph Waltz (párbeszéd)                          | 0:56  |
| 8.  | La Corsa (2nd Version) (a Djangóból)                             | Luis Bacalov                                                       | 2:18  |
| 9.  | Sneaky Schultz and the Demise of Sharp                           | Don Stroud (párbeszéd)                                             | 0:34  |
| 10. | I Got a Name                                                     | Jim Croce                                                          | 3:15  |
| 11. | I Giorni Dell’ira (Days of Anger) (A harag napjaiból)            | Riz Ortolani                                                       | 3:05  |
| 12. | 100 Black Coffins                                                | Rick Ross                                                          | 3:43  |
| 13. | Nicaragua (a Tűzvonalban-ból)                                    | Jerry Goldsmith featuring Pat Metheny                              | 3:29  |
| 14. | Hildi’s Hot Box                                                  | Samuel L. Jackson & Leonardo DiCaprio (párbeszéd)                  | 1:16  |
| 15. | Sister Sara’s Theme (a Két öszvér Sára nővérnek-ből)             | Ennio Morricone                                                    | 1:26  |
| 16. | Ancora Qui                                                       | Ennio Morricone & Elisa                                            | 5:08  |
| 17. | Unchained (The Payback/Untouchable)                              | James Brown & 2Pac                                                 | 2:51  |
| 18. | Who Did That To You?                                             | John Legend                                                        | 3:48  |
| 19. | Too Old to Die Young                                             | Brother Dege                                                       | 3:43  |
| 20. | Stephen the Poker Player                                         | Samuel L. Jackson (párbeszéd)                                      | 1:02  |
| 21. | Un Monumento (az I crudeliből)                                   | Ennio Morricone                                                    | 2:30  |
| 22. | Six Shots Two Guns                                               | Samuel L. Jackson & Jamie Foxx (párbeszéd)                         | 0:05  |
| 23. | Trinity (Titoli) (Az ördög jobb és bal kezéből)                  | Franco Micalizzi & Annibale with I Cantori Moderni di Alessandroni | 3:03  |
| 24. | Ode to Django (The D Is Silent) (iTunes-bónuszdal)               | RZA                                                                | 4:58  |

## Az albumon nem szereplő dalok
1. „Rito Finale” – Ennio Morricone
2. „Norme Con Ironie” – Ennio Morricone
3. „Town of Silence (2nd Version)” – Luis Bacalov
4. „Gavotte” – Grace Collins
5. „Town of Silence” – Luis Bacalov
6. „Requiem and Prologue” – Masamichi Amano & Warsaw Philharmonic Orchestra
7. „The Big Risk” – Ennio Morricone
8. „Minacciosamente Lontano” – Ennio Morricone
9. „Blue Dark Waltz” – Luis Bacalov
10. „Für Elise” – Ashley Toman
11. „Freedom” – Richie Havens
12. „Ain't No Grave (Black Opium Remix)” – Johnny Cash
13. „Dopo la congiura” – Ennio Morricone

## Slágerlista-helyezések
| Lista (2012/2013)               | Csúcs helyezés |
| ------------------------------- | -------------- |
| Belga albumlista                | 13.            |
| Dán albumlista                  | 14.            |
| Francia albumlista              | 7.             |
| Görög albumlista                | 23.            |
| Holland albumlista              | 56.            |
| Lengyel albumlista              | 5.             |
| Magyar albumlista               | 14.            |
| Német albumlista                | 3.             |
| Olasz válogatáslemez-lista      | 2.             |
| Osztrák albumlista              | 3.             |
| Svájci albumlista               | 1.             |
| Új-zélandi albumlista           | 39.            |
| USA Billboard filmzenék         | 5.             |
| USA Billboard digitális albumok | 36.            |
| USA Billboard 200               | 53.            |

## Személyek
- Executive Music Producer: Quentin Tarantino
- Music Supervisor: Mary Ramos
- Soundtrack Producers: Stacey Sher, Reginald Hudlin, Pilar Savone and Holly Adams
- Label Soundtrack Producer: Tom Whalley

## Fordítás
Ez a szócikk részben vagy egészben  a   Django Unchained (soundtrack) című angol Wikipédia-szócikk ezen változatának fordításán alapul.  Az eredeti cikk szerkesztőit annak laptörténete sorolja fel. Ez a jelzés csupán a megfogalmazás eredetét és a szerzői jogokat jelzi, nem szolgál a cikkben szereplő információk forrásmegjelöléseként.